# صالح الأبيض

صالح مفتاح بوجرادة المعداني (23 مارس 1964 - 19 أكتوبر 2019) ممثل كوميدي ليبي، سطع نجمه، في الكوميديا الليبية كالمعجزة غير المتوقعة بعد سنوات عجاف في الحركة الدرامية الليبية، سطع هذا النجم أواخر عام 2006 من خلال المسلسل التلفزي : الطيب درويش

## سيرته
بداياته كانت في العام 1985 من خلال المدرسة الثانوية، حيث فاز ب دور الممثل الأول في مهرجان المسرح المدرسي على مستوى ليبيا، لتبدأ رحلته في المسرح من خلال الاشتراك في أربعة عروض مسرحية وبأدوار رئيسية رغم صغر سنه وقتها.
يعود للمسرح بعد توقف دام لمدة تسعة سنوات بمسرحية من تأليفه بعنوان «سكر فميه»، وبعدها أنجز أعمال مثل «خليل البخيل» و«كوشي يا كوشة»، كما شارك في عدة أعمال تلفزيونية بعد تجربة برنامج «أهلاً» مثل «رمضان في رمضان» تأليف الدكتور أسامة الشيخي، وأعمال أخرى من تأليفه «الطيب درويش» و«الطايح مرفوع» و«ع الماشي» و«دايخ في عالم بايخ» ، بالإضافة إلى «المحطة» من تأليف عبد الباسط الجارد، وفي العام 2011 قدم مسلسل «أبيض شو» والذي صُور في مدينة الإنتاج في مصر، وآخر أعماله كان المسلسل الإذاعي «سنترا فيش».
صالح الأبيض، كان فنانا قديرا، ولكن مالا يعرفه الكثيرون أن معظم نصوصه، من تأليفه وبعضَها أيضا من إخراجه.وأثرت أعماله في الواقع الليبي، مثل مسرحية “كوّشي يا كوشة” التي عُرِضت عام 2008، وبرنامج “أبيض شو” إبان أحداث الثورة الليبية سنة 2011.

## أعماله

### المسرح
.. شارك صالح الابيض في مجموعة مسرحيات منها
- القاضي بوسعدية - نوارة - ضنوة عدوك
- سكر في امية - عنوان البيت هلا
- الغريب - خليل البخيل - كوشي ياكوشة
- كان ياما كان ..... وغيرها
التلفزيون
...

### المسلسلات تلفزيونية
- الماشي ماشي
- قلية والديمقراطية
- المعنقر
- الطيب الدرويش
- ابيض شو
- الطايح مرفوع
- تغييرت جو
- دايخ في عالم بايخ
- شرمولة
- ابيض في ابيض
- .... وغيرها

### الإذاعة المسموعة (الراديو)
.. شارك في عدة مسلسلات مسموعة منها
- ماشي الحال - جو جو - ع الماشي
- الهروب من المكتوب - ع الطاير
- نص ضحكة - سنترا فيش
..... وغيرها
كما شارك في فيلم واحد من انتاجه وبطولته بعنوان ( م المغرب تقوى ناره )

## تكريم
كرمت هيئة الإعلام والثقافة ومجلس رجال أعمال بنغازي وشركة الخطوط الليبية وبعض الجهات الأخرى خلال حفل أقيم مساء الثلاثاء 12 مارس 2019 الفنان صالح الأبيض في بنغازي لـ«مسيرته الفنية والعطاء الدائم للفن في ليبيا».

## وفاته
توفي صالح الأبيض في 19 أكتوبر 2019 م في تونس بعد صراع طويل مع المرض، وكان الأبيض قد عانى من مرض الفشل الكلوي واضطر بسببه لإجراء جراحة زرع كلية في الصين مؤخرا.